# Du och jag och Glenn Hysén
Du och jag och Glenn Hysén, låt som sjungs av Micke "Syd" Andersson, trummis i Gyllene Tider. Låten handlar om hur man som ung såg upp till sina fotbollsidoler.
En nyinspelning av låten gjordes av fotbollslaget FC Z under den TV-seriens andra säsong, varvid hänvisningen till Hysén blev väldigt konkret eftersom han fungerade som lagets tränare.